# Continentale Gesellschaft für elektrische Unternehmungen

Aktie vom 13. März 1895

Siegelmarke

Wagen 22 der Straßenbahn Berlin–Hohenschönhausen

Die Continentale Gesellschaft für elektrische Unternehmungen, häufig verkürzt zu Continentale, war ein deutsches Unternehmen der Elektrizitätswirtschaft mit Sitz in Nürnberg, das von 1895 bis 1927 existierte.

## Geschichte
Das Unternehmen wurde von der Elektrizitäts-AG vormals Schuckert & Co. am 6. März 1895 als Tochtergesellschaft in der Rechtsform einer Aktiengesellschaft gegründet. Unternehmenszweck war Bau und Betrieb von Anlagen zur Ausnützung der Elektrizität, also im Grunde die Vermarktung wichtiger Schuckert-Produkte.
Das ursprüngliche Aktienkapital von 16 Millionen Mark wurde bereits 1897 auf das Doppelte aufgestockt. In der Phase der Hochinflation nach dem Ersten Weltkrieg wurde es um weitere 2 Millionen Mark erhöht – was im Vergleich zu anderen Unternehmen wenig erscheint. Die Generalversammlung vom 27. Februar 1925 stimmte einer Kapital-Umstellung von 34 Millionen Mark („Papiermark“) auf 8.008.000 Reichsmark zu. Den Vorstand bildeten zu dieser Zeit Max Berthold und der Ingenieur Richard Werner, stellvertretende Mitglieder waren Franz Keeser und Anton Fischer. Prominente Mitglieder des Aufsichtsrats waren Anton Rieppel, August von der Heydt, Gottlieb Langen und – wegen der Beteiligungen an mehreren Verkehrsunternehmen in Wuppertal – der Elberfelder Oberbürgermeister Max Kirschbaum.
1927 erfolgte die Fusion auf die Muttergesellschaft, die Continentale wurde damit aufgelöst.

## Interessen und Beteiligungen
Im Jahr 1914 betrieb die Continentale in eigener Verwaltung die Elektrizitätswerke in Berchtesgaden, Günzburg und Jassy (Rumänien). Ferner gehörten ihr die Wuppertaler Schwebebahn, das Elektrizitätswerk und die Straßenbahn Mühlhausen sowie bis 1906 die Straßenbahn Berlin–Hohenschönhausen. Zur Abrundung ihres Einflusses in Wuppertal erwarb sie noch Aktien der Elektrischen Straßenbahn Barmen-Elberfeld und der Bergischen Kleinbahn AG, die wiederum die Städtische Straßenbahn Elberfeld übernahm. Als weitere Beteiligungen sind zu nennen die AG der Wiener Lokalbahnen, die Elektra AG (Dresden), die Rheinische Elektrizitäts-AG (Mannheim), die Kraftwerke Westsachsen AG (Zwickau), die Zwickauer Elektrizitäts- und Straßenbahn AG, die Kraftwerk Thüringen AG (Gispersleben bei Erfurt) und die Thüringische Elektrizitäts- und Gas-Werke AG (Apolda). Auf der Berliner Kolonialausstellung betrieb die Continentale 1896 ferner die sogenannte Tropenbahn, mit dem 1902 vorgestellten Schwebebahnprojekt für Berlin konnte sie sich aber letztlich nicht gegen die AEG-Pläne einer klassischen U-Bahn durchsetzen.